# Leake (Yorkshire du Nord)
Pour les articles homonymes, voir Leake.
Leake est un village et une paroisse civile du Yorkshire du Nord, en Angleterre.